# AY-3-8910

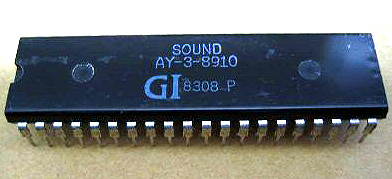
O AY-3-8910

O AY-3-8910 é um circuito integrado gerador de sons que foi amplamente usado nos anos 80 em microcomputadores (MSX, CCE MC-1000) e equipamentos de diversão eletrônica como videogame e pinballs. Este circuito integrado foi fabricado pela empresa General Instruments (GI). Atualmente existe uma versão VHDL deste integrado, rebatizado de KC89C72, usado em máquinas caça-níqueis.

## Versões do chip
O CI 8910 foi vendido em três encapsulamentos diferentes:
- AY-3-8910: tinha duas portas paralelas de E/S de uso geral, de 8 bits, A e B. As portas estavam disponíveis nesta versão de 40 pinos.
- AY-3-8912: o mesmo chip num encapsulamento de 28 pinos, com a porta paralela B desconectada. Encapsulamentos menores reduziam o custo e economizavam espaço na placa-mãe. O 8912 foi de longe a versão mais popular.
- AY-3-8913: o mesmo chip num encapsulamento de 24 pinos, com ambas as portas paralelas desconectadas. A pequena redução na pinagem feita em relação ao 8912 tornou esta versão menos interessante.
- YM2149: possuía a mesma pinagem do AY-3-8910, com a pequena diferença caso fosse substituído: o pino 26 podia dividir o clock principal se deixado conectado. No caso de substituir por um chip AY-3-8910, o clock principal não era dividido.